# Hvítuhnúkur
Hvítuhnúkur är en bergstopp i republiken Island. Den ligger i regionen Austurland, 400 km öster om huvudstaden Reykjavík. Toppen på Hvítuhnúkur är 572 meter över havet.
Trakten runt Hvítuhnúkur är nära nog obefolkad, med mindre än två invånare per kvadratkilometer. Trakten runt Hvítuhnúkur består i huvudsak av gräsmarker.